# Moggio
Pour les articles homonymes, voir Moggio (homonymie).
Moggio est une commune de  moins de 1 000 habitants située dans la province de Lecco, dans la région Lombardie, en Italie.

## Administration
| Période                                  | Période | Identité | Étiquette | Qualité |
| ---------------------------------------- | ------- | -------- | --------- | ------- |
|                                          |         |          |           |         |
| Les données manquantes sont à compléter. |         |          |           |         |

### Communes limitrophes
Barzio, Cassina Valsassina, Morterone, Taleggio, Vedeseta.